# Windpark Barnstädt
Der Windpark Barnstädt oder auch Windpark Barnstädt-Steigra ist ein Windpark südlich von Querfurt im Saalekreis in Sachsen-Anhalt, die erste Anlage wurde 1992 im Windpark gebaut.

## Technik
Aktuell (Stand 2025) stehen im Windpark Barnstädt fünf Windkraftanlagen mit einer Leistung von 2,9 MW, es gibt in dem Windpark folgende Anlagen:
- 4× Enercon E40 5.40 (Baujahr: 1996)
- 1× NEG Micon NM52 (Baujahr: 2005)

## Geschichte
Bereits 1992 wurden in dem Windpark Windkraftanlagen errichtet, allerdings mit zwei Rotorblättern statt drei, eine Windkraftanlage vom Typ V20-100 mit 0,1 MW Leistung, 1993 kamen dann zwei weitere V20-100 hinzu.
1996 wurden vier Enercon E-40 5.40 mit einer Leistung von 0,5 MW und einer Turmhöhe von 65 Metern errichtet, im Dezember 2005 wurde dann die letzte Windkraftanlage vom Typ NEG Micon NM52 in Betrieb genommen. Schon 2009 wurde die erste Ventis V20-100 von 1992 abgebaut, die andern beiden folgten 2013.
Ursprünglich sollten noch vier Anlagen des Typs Enercon E-66 18.70, die jeweils eine Leistung von 1,8 MW haben sollten, errichtet werden, was jedoch nicht realisiert wurde.

## Geplante Windkraftanlagen
Die letzte Windkraftanlage zwischen Barnstädt und Steigra war zwar 2005 errichtet worden, es sind aber weitere geplant. Die ABO Wind plant, 13 Windkraftanlagen des Typs Nordex N163 6.X aufzubauen und diese bis spätestens 2028 in Betrieb zu nehmen. Weitere 24 Windkraftanlagen wurden (Stand: Januar 2025) bereits beantragt, aber der Typ ist noch nicht bekannt.